# 1701 год в искусстве
События 1701 года в искусстве:
- В ноябре скульптор Филипп Бертран[англ.] стал членом Академии живописи и скульптуры.
- 31 декабря портретист Пьер Гобер стал членом Академии живописи и скульптуры.
- Тринадцатилетний художник Франсуа Лемуан поступил в Академию живописи и скульптуры.
- Скульптор и живописец Петер Штрудель[англ.] получил титул имперского барона и был назначен директором Пейзажной академии в Вене.
- После пожара во дворце герцога Георга Саксонского в Дрездене скульптурную композицию в натуральную величину «Пляска смерти» перенесли в старый Нойштадтер Кирхгофф.

## Произведения
- «Портрет Людовика XIV в коронационном одеянии[фр.]» кисти Иасента Риго. Холст, масло. 277 × 194 см. Лувр, Париж.
- «Конный портрет Вильгельма III» кисти Готфрида Кнеллера. Холст, масло. Хэмптон-корт, Лондон.
- «Фишер Хардинг спускает на воду корабль «Ройял Суверен»» кисти Джонатана Ричардсона. Холст, масло. 127 × 103 см. Национальный морской музей, Лондон.
- «Мастерская скульптора» кисти Балтазара ван ден Боссе. Холст, масло. 69 × 59 см.
- «Елеазар и Ревекка» кисти Антуана Куапеля. Холст, масло. 125 × 106 см. Лувр, Париж.
- «Вознесение Господне» кисти Себастьяно Риччи. Холст, масло. Базилика святых апостолов, Рим.
- «Экстаз святой Маргариты Кортонской» кисти Джузеппе Мария Креспи. Холст, масло. 230 × 182 см. Епархиальный музей[итал.], Кортона.

- Произведения 1701 года
- И. Риго. Портрет Людовика XIV в коронационном одеянии
- Г. Кнеллер. Конный портрет Вильгельма III
- Дж. Ричардсон. Фишер Хардинг спускает на воду корабль «Ройял Суверен»
- Б. ван де Боссе. Мастеская скульптора
- А. Куапель. Елеазар и Ревекка
- С. Риччи. Вознесение Господне
- Д.М. Креспи. Экстаз святой Маргариты Кортонской

## Сочинения
- Gerard de Lairesse. Grondlegginge ter teekenkonst :  [нид.]. — Amsterdam : Willem de Coup, 1701. — 119 p.

## Родились
| День рождения | Место рождения                             | Персона                   | Специализация            |
| ------------- | ------------------------------------------ | ------------------------- | ------------------------ |
| 28 апреля     | Париж, королевство Франция                 | Мадлен Франсуаз Бассепорт | художница, миниатюристка |
| 29 мая        | Вольфишем,королевство Франция              | Георг Фридрих Штрасс      | ювелир                   |
| 4 июня        | Мехелен, Священная Римская империя         | Теодор Верхаэген          | скульптор                |
| 15 ноября     | Венеция, Венецианская республика           | Пьетро Лонги              | художник                 |
| 16 декабря    | Бро-Соккен,королевство Швеция              | Олоф Арениус              | художник, портретист     |
| 21 декабря    | Париж, королевство Франция                 | Гийом Томас Траваль       | художник                 |
| —             | Гейдельберг, Священная Римская империя     | Ян Георг Фрезен           | художник, портретист     |
| —             | Бидефорд, королевство Англия               | Томас Хадсон              | художник, портретист     |
| —             | Баллибой, королевство Ирландия             | Мэтью Пилкинтон           | художник                 |
| —             | Сервера-де-ла-Каньяда, королевство Испания | Хосе Ромео                | художник                 |

## Умерли
| День смерти | Место смерти                                | Персона                            | Специализация       |
| ----------- | ------------------------------------------- | ---------------------------------- | ------------------- |
| 1 января    | Париж, королевство Франция                  | Анри Гаскар                        | художник            |
| 28 марта    | Рим, Папская область                        | Доменико Гвиди                     | скульптор           |
| 8 мая       | Амстердам, Республика Соединённых провинций | Якоб де Хёс                        | художник            |
| 15 мая      | Лондон, королевство Англия                  | Джон Бушнелл                       | скульптор           |
| 29 июня     | Милан, Миланское герцогство                 | Питер Мулир, прозванный «Темпеста» | художник, пейзажист |
| 16 июля     | Амстердам, Республика Соединённых провинций | Юстус Данкертс                     | художник, гравёр    |
| 24 июля     | Утрехт, Республика Соединённых провинций    | Якоб Гиллиг                        | художник            |